# Eduardo Li Sánchez
Eduardo Li Sánchez (Puntarenas, Costa Rica, 11 de novembre de 1958) és un dirigent esportiu costa-riqueny, enginyer civil, empresari, exmembre dels comitès executius de la FIFA i de la CONCACAF i expresident de la Federació Costa-riquenya de Futbol (FEDEFUTBOL). Va ser arrestat a Zúric (Suïssa), el 27 de maig de 2015, a petició del Departament de Justícia dels Estats Units acusat, juntament amb altres sis executius de la FIFA, de crim organitzat, frau electrònic i blanqueig de capitals en el denominat Cas Fifagate. El 18 de desembre de 2015, va ser extradit als EUA. El 13 de novembre de 2018, els tribunals de Nova York el van condemnar a nou mesos i mig de presó, dos anys de llibertat supervisada, 15.000 US$ de multa i una indemnització de 668.000 dòlars.

## Trajectòria
Eduardo Li Sanchez, més conegut com a Eduardo Li o també, per la seva ascendència xinesa, com a Chino Li, va cursar estudis secundaris al Liceo Diurno José Martí, on es va graduar el 1975. Posteriorment, va estudiar enginyeria civil graduant-se, l'any 1986, a la Universidad Regiomontana de Monterrey, Nuevo León, Mèxic. No va exercir com a tal i es va dedicar de ple als negocis.
Eduardo Li era un empresari adinerat que, des de la seva ciutat natal de Puntarenas, es dedicava als negocis relacionats amb la logística i els transports internacionals. Negocis desenvolupats juntament amb la seva esposa, Mally Chaves, amb qui va contraure matrimoni l'any 1990 i va tenir dos fills. Les empreses de Li, sota la denominació de Grupo Económico Tropical i domiciliades a Panamà, s'estenien per Miami, Guatemala i Nicaragua.

### Fedefutbol
Eduardo Li va arribar al món del futbol l'any 2002, quan va assumir el control del Municipal Puntarenas, un modest club de la segona divisió de Costa Rica. El 2004, va comprar la franquícia de Santa Bárbara, un equip de la primera divisió que tenia problemes, i el va rebatejar com a Puntarenas FC. El 2006, va guanyar la Copa Interclubes de la Unión Centroamericana de Futbol (UNCAF). L'any 2007, va ser elegit president de la Federació Costa-riquenya de Futbol. L'any 2011 va ser reelegit.

### Concacaf
El 2013, Eduardo Li va aconseguir l'ingrés al Comitè Executiu de la CONCACAF. L'abril de 2015, va ser elegit representant de la CONCACAF al Comitè Executiu de la FIFA.

## Fifagate
El 27 de maig de 2015, Eduardo Li va ser un dels set membres de la FIFA detinguts a l'Hotel Baur au Lac de Zúric (Suïssa), en el marc de les investigacions liderades pel Departament de Justícia dels EUA en el denominat Cas Fifagate. Els dirigents, que estaven preparant el 65è congrés de la FIFA per elegir nou president, van ser formalment acusats de diversos delictes de corrupció. Les investigacions de l'FBI van determinar que els delictes s'havien comès des de l'any 1991 i que el total defraudat superava els 150 milions de dòlars. Entre els set detinguts hi havia dos vicepresidents de la FIFA, Jeffrey Webb i Eugenio Figueredo, a més de Julio Rocha, Costas Takkas, Rafael Esquivel i José María Marín. Simultàniament, una altra operació d'escorcoll es va realitzar a la seu de la CONCACAF a Miami.
Un total de dues empreses i 18 persones van estar involucrades en aquest cas de corrupció conegut com a Cas Fifagate. Quatre d'aquestes persones havien admès prèviament la seva culpabilitat i van actuar com a informadors de l'FBI, tenint un paper decisiu el que va ser president de la CONCACAF, Chuck Blazer, que va morir el 12 de juliol de 2017 a l'edat de 72 anys.
Eduardo Li va estar empresonat a Suïssa fins que va acceptar, el 17 de desembre de 2015, ser extradit als Estats Units per a fer front als càrrecs que hi havia contra ell. El 8 de març va sortir en llibertat sota arrest domiciliari, grillet electrònic i moviments restringits a l'àrea de Nova York previ pagament d'una fiança d'1,1 milions de dòlars i el lliurament de dues finques, una a Florida i l'altre a Alaska.
L'octubre de 2016 va admetre haver cobrat més de 600.000 dòlars en suborns i va acceptar tres dels diversos delictes del que era acusat, crim organitzat, frau electrònic i conspiració per a frau electrònic, i va obtenir traslladar l'arrest domiciliari a l'àrea de Miami. L'abril de 2017 li va ser retirada la polsera electrònica quedant en llibertat amb algunes restriccions i a l'espera del judici previst el setembre de 2017 als tribunals de Nova York.
El 21 d'abril de 2017, Eduardo Li va ser inhabilitat a perpetuïtat pel Comitè d'Ètica de la FIFA per incomplir les regles de l'entitat contra el suborn i la corrupció.
El 13 de novembre de 2018, després de diversos ajornaments, es va fer pública la sentència que el condemnava a 9 mesos i mig de presó, que són els que ja havia complert entre Suïssa i els Estats Units, a dos anys de llibertat supervisada, a 15000 dòlars de multa i una indemnització de 668.000 dòlars, part dels quals ja els havia pagat prèviament. La sentència, que no impedia la sortida dels Estats Units, va permetre a Eduardo Li retornar al seu país, Costa Rica, on haurà de fer front a les acusacions d'administració fraudulenta.